# Federace arabských republik
Federace arabských republik (arabsky: اتحاد الجمهوريات العربية, ittiħād al-jumhūriyyāt al-`arabiyya, doslova: Unie arabských republik) byla formálně existující federace mezi Egyptem, Sýrií a Libyí. Pomyslný zakladatel a vůdce federace byl Muammar Kaddáfí, který si jí představoval jako začátek vytvoření panarabského státu. Federace byla utvořena 1. ledna 1972 po referendech ve všech třech státech. Federace se rozpadla v listopadu roku 1977.
Federace arabských republik nenavazovala na Sjednocenou arabskou republiku (existující v letech 1958–1961), která byla fungující skutečnou federací mezi Egyptem a Sýrií.